# Tram ATM serie 7000 (Torino)
Le vetture tranviarie serie 7000 dell'ATM di Torino, ora della GTT, erano una serie di vetture tranviarie articolate, costruite per l'esercizio sulle linee della cosiddetta "metropolitana leggera".

## Linee di servizio
- Linea 3 - Piazza Hermada - Piazzale Vallette (all'occorrenza deviata per lo Stadio delle Alpi) dal 1987 al 2013
- Linea 9 - Torino Esposizioni (Corso Massimo d'Azeglio) - Piazza Stampalia (all'occorrenza deviata allo Stadio delle Alpi) dal 1990 al 2002

## Storia
All'inizio degli anni ottanta, l'amministrazione comunale di Torino decise di riformare la rete tranviaria cittadina, realizzando alcune linee tranviarie veloci, battezzate secondo la terminologia dell'epoca "metropolitane leggere". Il progetto prevedeva 5 linee, secondo uno schema ortogonale, soprannominato scherzosamente "griglia di Rolando", dal nome dell'allora assessore ai trasporti.
Per gestire le nuove linee, che secondo i progetti avrebbero avuto sedi ampie e integralmente riservate, si ordinarono alla Fiat Ferroviaria 100 vetture tranviarie a 2 casse, con sagoma e interperno maggiori delle vetture tradizionali. E poiché all'epoca la tecnica del pianale ribassato era ancora poco affidabile, si decise di mantenere il pavimento interno ad un'altezza di 850 mm, alzando però i marciapiedi alle fermate. Queste caratteristiche rendevano impossibile l'utilizzo delle 7000 sulle linee tranviarie tradizionali.
La prima linea di "metropolitana leggera", la linea 3, fu attivata nel 1987, vedendo l'esordio delle 7000 in servizio regolare. Ma nel frattempo, a causa del cambiamento dell'amministrazione comunale, si decise di non costruire le ulteriori linee previste, e di conseguenza l'ordine di 100 vetture fu interrotto, e complessivamente ne entrarono in servizio solo 51, comunque ampiamente sovrabbondanti. Al posto delle altre unità l'ATM ordinò le vetture a pianale parzialmente ribassato della serie 5000.
Dal 1990 al 2002 le 7000 fecero servizio anche sulla nuova linea 9 (istituita per i mondiali di Calcio di Italia '90) occasionalmente deviata per lo Stadio delle Alpi.
Dal 2002 in poi, l'utilizzo di queste motrici è gradualmente scemato e dal 2007 le motrici serie 7000 hanno perso la circolabilità sulla linea 9, potendo quindi essere impiegate unicamente sulla linea 3. Di conseguenza era necessario solo un numero ridotto di vetture, causando la demolizione di un primo lotto di tram.
All'inizio di dicembre del 2013, quando il GTT comunica, in accordo con il Comune di Torino, l'accantonamento definitivo di questi tram, a causa degli elevati costi di manutenzione di queste vetture e gli elevati tempi di lavorazione. Il 7 dicembre 2013, dopo soli 26 anni di servizio, le vetture sono state accantonate definitivamente senza prevedere interventi di revamping e contraendo il parco tranviario della città. A seguito di questa decisione, che ha comportato il dirottamento di altri tram per servire la linea 3 gestita in precedenza dalle 7000, una delle "storiche" linee tranviarie, il 13, è stato sostituito con autobus fino al 7 gennaio 2016.
Dal 2014, le motrici serie 7000 hanno perso la circolabilità sulla linea 3, a causa dell'eliminazione dei franchi necessari per il passaggio di queste vetture, durante i lavori di rifacimento di alcune banchine di fermata, rendendo quindi non più utilizzabili in linea questi tram e condannandoli di fatto ad una sicura alienazione. Nel giugno 2015 è stato aperto un bando per la vendita delle 22 restanti vetture accantonate e nonostante città cinesi e turche abbiano mostrato interesse, non si è avuto nessun concreto acquirente. Pertanto, le motrici 7000 rimaste sono state vendute come rottame e il trasferimento al demolitore di tutte le 22 unità è stato completato nel mese di febbraio 2016.

## Livree
Le 7000 entrarono in servizio con una livrea bianca con porte in color arancione. A partire dal 1999 le vetture furono riverniciate nei colori GTT (blu e giallo su sfondo grigio). Nel dicembre 2013 vennero accantonate.